# Special Reconnaissance Regiment
Le Special Reconnaissance Regiment (SRR) est une unité des forces spéciales des forces armées britanniques. Il a été fondé le 6 avril 2005 et fait partie des United Kingdom Special Forces (UKSF), sous le commandement du Director Special Forces (directeur des forces spéciales), aux côtés du Special Air Service (SAS), du Special Boat Service (SBS) et du Special Forces Support Group (SFSG).
Le SRR a été constitué pour répondre à la demande d'une capacité de reconnaissance spéciale dégagée dans le nouveau chapitre de la Strategic Defense Review (SDR), l'équivalent du Livre blanc sur la Défense français. Le régiment effectue une large gamme d'activités classifiées relatives à la surveillance clandestine et à la reconnaissance.
Les personnels du SRR proviennent des unités existantes, et peuvent être recrutés parmi des volontaires servant dans toutes les unités des forces armées britanniques.

## Création
Le ministère de la Défense britannique n'a pas pour habitude de commenter les informations sur ses forces spéciales, c'est pourquoi peu d'informations vérifiables existent dans le domaine public.
Le Special Reconnaissance Regiment conduit principalement des opérations de surveillance, qui ne se limitent pas au contre-terrorisme. Il a été constitué pour soulager de ces tâches le Special Air Service et le Special Boat Service, et comprendrait entre 100 et 300 personnels.
Selon les médias, le SRR est basé à Hereford, où réside également le Special Air Service. Le régiment a été créé pour répondre au besoin d'agents aptes à assurer des opérations clandestines de reconnaissance et de surveillance, en soutien d'opérations militaires dans le monde entier. C'est la seconde plus jeune unité des forces spéciales britanniques, sa création a été annoncée par le ministre de la défense Geoff Hoon en 2004.
L'unité a été formée autour d'un noyau d'agents de la 14 Intelligence Company, qui accomplissait des opérations similaires en Irlande du Nord contre les républicains irlandais et les loyalistes d'Ulster.

## Opérations

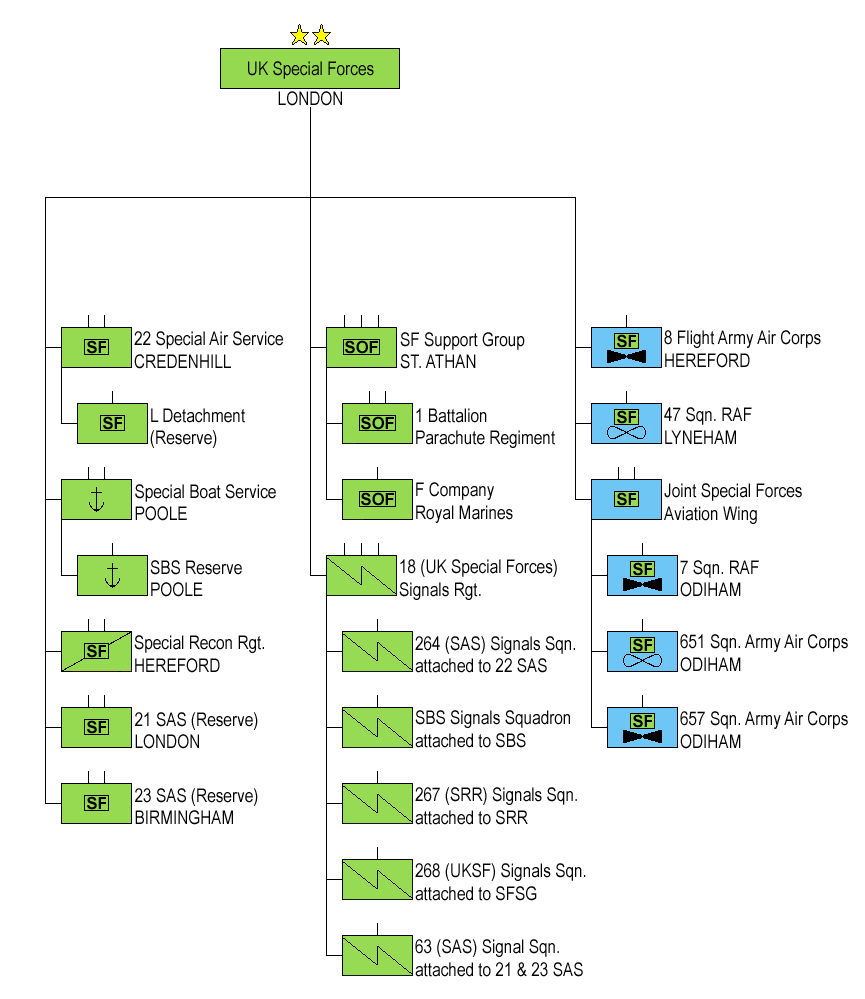
Organigramme des forces spéciales britanniques

### La mort de Jean Charles de Menezes
Le 22 juillet 2005, le lendemain des attentats du 21 juillet 2005 à Londres, Jean Charles de Menezes a été abattu par des officiers de police du métro londonien. Trois articles de journaux ont rapporté des déclarations de sources officielles anonymes, selon lesquelles des membres du SRR étaient impliqués dans l'opération de recueil de renseignement qui avait mené à la fusillade, et étaient présents à ce moment dans le métro. Le Sunday Times a publié une réponse partielle apportée par le ministère de la Défense,,.

### Irak
Le 19 septembre 2005, deux Britanniques ont été arrêtés par la police irakienne à Bassorah, et ont été libérés de force par des militaires britanniques. Les communiqués des médias rapportent des déclarations non attribuées, à propos d'une fusillade impliquant des personnels britanniques portant des habits civils locaux, indiqués comme étant deux membres du SRR.
Un des premiers communiqués de la BBC faisait état de la présence d'explosifs dans la voiture des deux hommes. En avril 2006, le Sunday Mirror indiquait que le ministre de la Défense John Reid avait annoncé le lancement d'une enquête sur les rôles des forces spéciales au cours de cet incident, mais il n'avait pas autorité pour lancer une enquête.

### Irlande du Nord
En mars 2009, le Chief Constable (directeur du Service de police d'Irlande du Nord) Sir Hugh Orde informa le Policing Board (une sorte d'autorité administrative pour la police en Irlande du Nord) que le Special Reconnaissance Regiment avait été déployé en Irlande du Nord pour aider au recueil de renseignement sur les dissidents républicains de la RIRA.